# Грудень 1993
Грудень 1993 — дванадцятий, останній місяць 1993 року, що розпочався в середу 1 грудня та закінчився у п'ятницю 31 грудня.

## Події
- проходив хокейний Кубок Шпенглера 1993 (26—31 грудня)
- закінчилася Політична криза в Росії

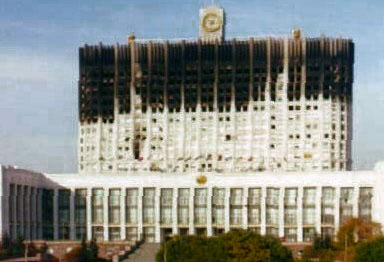
Фасад «Білого дому» після штурму в жовтні 1993

- випущений дев'ятий міні-альбом Cocteau Twins — Snow
- в Україні гіперінфляція: річний індекс цін досяг 10 156 відсотків
- 3 грудня
  - зареєстрований Міжгалузевий комерційний Земельний банк Агророс (пізніше — РадаБанк)
- 8 грудня
  - створена польська права і антикомуністична політична організація Республіканська Ліга
- 10 грудня
  - компанією id Software випущена гра Doom

- 12 грудня
  - в Росії пройшло всенародне голосування (референдум) з питання прийняття Конституції
- 14 грудня
  - випущений «Dance of December Souls», перший повний альбом Katatonia
- 15—16 грудня
  - зміна президента у Фіджі: замість Пеная Ганілау до влади прийшов Камісесе Мара
  - прийнятий Закон України «Про державну службу»
- 20 грудня
  - у Лондоні завершився дванадцятий концертний тур Depeche Mode «Devotional Tour»
- 21 грудня
  - ліквідоване Міністерство безпеки РФ
  - прийнято Закон України «Про телебачення і радіомовлення»
- 25 грудня
  - Мордовська Автономна Радянська Соціалістична Республіка перейменована в Республіку Мордовія

Прапор Мордовії

- - набрала чинності Конституція Росії
- 26 грудня
  - утворена Зеленська сільська рада (Бучацький район)
- 30 грудня
  - створена Федеральна прикордонна служба РФ.

## Народилися

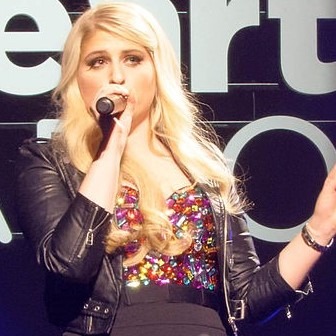
Меган Трейнор

- 5 грудня — Росс Барклі, англійський футболіст
- 18 грудня — Томас Лам, фінський футболіст
- 22 грудня — Рафаел Геррейру, португальсько-французький футболіст
- 22 грудня — Меган Трейнор, американська співачка.

## Померли

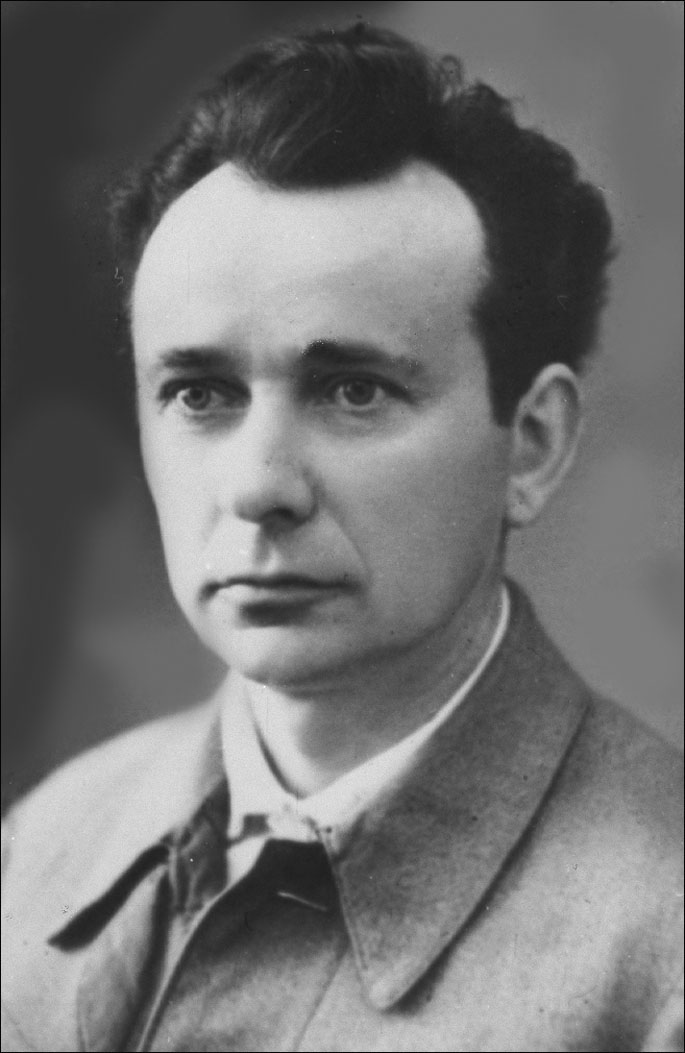
Костянтин Гордієнко

- 7 грудня — Вольфганг Пауль, німецький фізик, лауреат Нобелівської премії з фізики 1989
- 11 грудня — Ткаченко Георгій Кирилович, український бандурист
- 16 грудня — Лихолат Андрій Васильович, український радянський історик
- 17 грудня — Джанет Марґолін, американська акторка
- 18 грудня — Гордієнко Костянтин Олексійович, письменник, лауреат Державної премії України ім. Т. Г. Шевченка

- 18 грудня — Стів Джеймс, американський актор, каскадер і майстер бойових мистецтв
- 23 грудня — Залата Федір Дмитрович, український, радянський письменник
- 23 грудня — Замлинський Володимир Олександрович, історик, джерелознавець, архівіст
- 24 грудня — Голенко Майя Федорівна, українська бандуристка, співачка
- 28 грудня — Маловський Мар'ян Мартинович, український художник, графік
- 31 грудня — Томас Вотсон (молодший), американський підприємець.